# Émeutes de 1981 à Casablanca
Les émeutes de 1981 à Casablanca ont marqué l'histoire contemporaine du Maroc. Elles ont eu lieu en juin 1981, durant les « années de plomb » du Maroc. Ces émeutes étaient le résultat de tensions sociales et économiques internes.

## Contexte
En juin 1981, plusieurs subventions sur des produits de première nécessité connaissent une baisse très importante dans le cadre du programme d'ajustement structurel voulu par la Banque mondiale et par le Fonds monétaire international. L'effet de cette baisse est aggravé par une sécheresse persistante (le pays subit sa première vague de sécheresse de 1980 à 1984) et une très grande inflation (de l'ordre de 12,5 % en 1981).

## L'appel à une grève générale
Pour protester contre cette réduction, les syndicats UMT et CDT, lancent une grève générale qui dégénère en manifestations et en émeutes à Oujda, Berkane et Nador entre le 28 et le 31 mai, mais, surtout à Casablanca les 20 et 21 juin 1981. Les marches de protestation avaient pour but la dénonciation des réductions des subventions et l'augmentation brutale des prix de 14 à 77 % pour le blé, l'huile, le beurre et la farine. C'est pourquoi ces émeutes sont appelées souvent émeutes du pain.

## Les émeutes de juin 1981
Face à l'opposition acharnée des syndicats marocains et des partis politiques de l'opposition (notamment l'USFP), le gouvernement fait marche arrière et annule 50 % de certaines augmentations. La CDT et l'UMT appellent à l'annulation de toutes les augmentations touchant les produits de première nécessité et la CDT fixe un délai de sept jours avant de déclencher une grève générale. La tension persiste et les grèves des 18 et 20 juin se transforment en émeutes.
C'est dans ce contexte que l'armée investit la ville, les chars assiègent les rues et les hélicoptères survolent la ville. L'état de siège est officiellement proclamé et la répression est marquée par la torture de manifestants et des tirs à balles réelles.
Les émeutes éclatent dans une majorité de quartiers populaires de Casablanca. De nombreux symboles sont ciblés par les émeutiers (agences bancaires, magasins alimentaires, voitures de luxe, commissariats et véhicules de police, autobus et locaux des forces auxiliaires).

## Victimes de l'émeute
D'après les investigations de l'Instance équité et réconciliation (IER), le nombre de morts résultant de la répression des émeutes de Casablanca s'élève à 114 morts reconnus, alors que l'Union socialiste des forces populaires avait affirmé juste après les émeutes que ce nombre avait atteint 637 morts, le Parti du progrès et du socialisme avait affirmé lui 800 morts, les journaux étrangers avaient parlé de 600 à 1 000 victimes et de 5 000 arrestations. Des familles déclarent n'avoir jamais retrouvé les dépouilles de leurs proches. Le 9 et 10 décembre 2005, l'IER a procédé à l'exhumation de cadavres dans des fosses communes.

## Dans les arts
Le film La Mère de tous les mensonges, réalisé en 2023, décrit l'impact de la répression des émeutes, le 20 juin 1981 sur une rue de Casablanca et quelques de ses habitants.